# برج رشيد
قرية برج رشيد هي إحدى القرى التابعة لمركز رشيد في محافظة البحيرة في جمهورية مصر العربية. حسب إحصاءات سنة 2006، بلغ إجمالي السكان في برج رشيد 15825 نسمة، منهم 8218 رجل و7607 امرأة.